# トレンチーン
トレンチーン（スロバキア語：Trenčín [ˈtrentʂiːn] 音声、ドイツ語：Trentschin、ハンガリー語：Trencsén、ラテン語：Laugaricio）は、スロバキア北西の都市。首都ブラチスラヴァから120キロメートルほど離れている。スロバキア第9位の人口を持つ。
2026年の欧州文化首都のひとつに選定されている。

## 歴史
トレンチーンの歴史では、期限179年の古代ローマ帝国時代マルコマンニ戦争の碑文が残ることで知られている。この碑文は、中央ヨーロッパでのローマ軍遠征の最北端の証拠とされている。7世紀にはサモ帝国の首都の一つであったとされ、631年にはスラブ人とフランク人の決戦の地ともなった。トレンチーン城は大モラヴィア時代の11世紀初頭に建設された石造りの城で、ポーランド王ボレスワフ1世が治め、その後1017年にハンガリー王イシュトヴァーン1世に征服された。1241年のモンゴル帝国の侵略（モンゴル帝国の東欧侵攻）をも防ぎ、1302年から1321年にかけてはチャーク・マーテーの権力拠点となった。1324年には通行税免除の特権を得て、1335年にはボヘミア王国、ハンガリー王国、ポーランド王国間のトレンチーン条約がここで締結された。
1412年には神聖ローマ皇帝ジギスムントから王立自由都市の特権を受けた。しかし、その後の数世紀にわたり、災害や戦争に見舞われた。ハプスブルク家と対立するサポヤイ・ヤーノシュ支持者との戦いの中で、1528年には帝国軍により町が占領された。17世紀にはオスマン帝国が南から脅威をもたらしたが、町を征服することはできなかった。その後、ハプスブルク家に対するクルツの反乱により町は再び被害を受け、1708年8月3日にはトレンチーンの戦いが町の近郊で行われた。2年後にはペストが発生し、1600人の住民が死亡した。最終的に1790年の大火で町と城は焼失し、それ以来城は廃墟となっている。
19世紀にはジリナやブラチスラヴァへ鉄道が建設され、再び繁栄した。1940年から1945年の第一次スロバキア共和国の時代、トレンチーンは再び繁栄し再びトレンチーン郡の首府となった。その後、スロバキア民衆蜂起が始まった直後、ナチス・ドイツに占領され親衛隊（SD）およびゲシュタポの本部が置かれた。1945年4月10日、トレンチーンはルーマニア軍とソ連軍によって解放された。
1990年以降、市の歴史的中心部は大規模に修復され、1996年以降はトレンチーン県およびトレンチーン郡の行政の中心となった。トレンチーン城とそのローマ碑文は観光名所として人気を集めている。1990年以降、歴史的中心地の復元が進み、観光地としても人気を博している。

## 地理
トレンチーンは標高211メートル地点にあり、面積は82平方キロメートルである。

## 統計
2005年時点での市人口は56,750人である。2001年調査によると、95.3％はスロバキア人、2.4％はチェコ人、0.3％はハンガリー人、0.1％はロマ人。住民のうち65.8％がカトリック教会、22.3％が無宗教、7.1％がルーテル教会を信仰する。

## スポーツ
ASトレンチーンというサッカークラブの本拠地となっている。このクラブには元リヴァプールFC所属で現フェネルバフチェのDFマルティン・シュクルテルが在籍していた。

## 姉妹都市
- クラン＝ジュヴリエ、フランス
- ウヘルスケー・フラジシュチェ、チェコ
- ズリーン、チェコ
- タルヌフ、ポーランド
- カザレッキオ・ディ・レーノ、イタリア
- ベーケーシュチャバ、ハンガリー
- クラグイェヴァツ、セルビア

## 参照
1. ↑  “Marching or temporary camps of Roman troops north to the Middle Danube”.   Römisch-Germanisches Zentralmuseum. 2016年9月19日閲覧。
2. 1 2  “Municipal Statistics”.   Statistical Office of the Slovak republic. 2008年2月5日閲覧。